# Selandia Occidentale
La contea della Selandia Occidentale (in danese Vestsjællands Amt), anche detta Zelanda Occidentale (v. Zelanda) era una delle 13 contee della Danimarca, le contee sono state abolite con la riforma amministrativa entrata in vigore il 1º gennaio del 2007 e sono state sostituite da cinque regioni.

## Comuni
(Popolazione al 1º gennaio 2006)
| - Bjergsted (7.994) - Dianalund (7.468) - Dragsholm (13.882) - Fuglebjerg (6.603) - Gørlev (6.545) - Hashøj (6.681) - Haslev (14.850) - Høng (8.430) - Holbæk (35.907) - Hvidebæk (5.557) - Jernløse (6.010) - Kalundborg (20.418) | - Korsør (20.873) - Nykøbing-Rørvig (7.697) - Ringsted (31.094) - Skælskør (11.928) - Slagelse (37.037) - Sorø (15.584) - Stenlille (5.634) - Svinninge (6.615) - Tølløse (9.956) - Tornved (9.133) - Trundholm (11.311) |